# Messerschmitt M24
Die Messerschmitt M24 war ein von den Bayerischen Flugzeugwerken (BFW) produziertes deutsches Passagierflugzeug der beginnenden 1930er Jahre. Sie bildete das mittlere Bindeglied zwischen den kleineren bzw. größeren Verkehrsflugzeugtypen M18 und M20 der BFW, war aber im Vergleich zu diesen kein kommerzieller Erfolg und wurde in nur vier Exemplaren gebaut.

## Geschichte
Willy Messerschmitt begann die Arbeiten an der M24 im ausgehenden Jahr 1928 und orientierte sich dabei weitgehend an seiner M20, verkleinerte den Entwurf jedoch etwas und legte ihn für maximal acht Fluggäste aus. Anfang 1929 war die Planungsphase abgeschlossen und der Bau eines als M24a bezeichneten Exemplars mit der Werknummer 445 wurde aufgenommen. Noch vor der Fertigstellung wurde das Flugzeug von der Nordbayerischen Verkehrsflug GmbH geordert, weshalb auch deren Direktor Theo Croneiß am 8. Juli 1929 den Erstflug durchführte. Die weitere Erprobung lag in den Händen des BFW-Werkspiloten Franz Sido. Nach der Behebung einiger kleinerer Beanstandungen durchlief die mit einem L-5G-Sechszylinder-Reihenmotor von Junkers mit 380 PS Startleistung ausgerüstete M24a ab Oktober des Jahres die staatliche Abnahme und wurde nach der Musterprüfung durch die Deutsche Versuchsanstalt für Luftfahrt (DVL) mit dem Kennzeichen D–1767 zugelassen und am 25. Februar 1930 der Nordbayerischen Verkehrsflug GmbH übergeben. Nach der Umwandlung der Gesellschaft in die Deutsche Verkehrsflug AG ging das Flugzeug im November 1931 in deren Bestand über und wurde noch bis 1935 eingesetzt, ehe es als „zerstört“ aus der Luftfahrzeugrolle gestrichen wurde.
1929 wurde bei BFW eine zweite M24a, die das Reichsverkehrsministerium für die DVL in Auftrag gegeben hatte, aufgelegt. Das Flugzeug mit der Werknummer 446 erhielt einen BMW-Va-Antrieb mit 320 PS und wurde als D–1853 am 16. Mai 1930 an die DVL in Berlin-Adlershof ausgeliefert, wo sie als „fliegendes Versuchslabor“ etwa für die Erprobung von Funktelegraphiegeräten Verwendung fand. Später soll diese M24a dann ebenfalls einen L 5G erhalten haben.
Die letzten beiden M24 stellte BFW im Jahr 1930 in Eigeninitiative wohl in der Hoffnung auf einen steigenden Bedarf nach achtsitzigen Verkehrsflugzeugen, und ohne dafür Bauaufträge erhalten zu haben, her, und stattete sie mit leistungsstärkeren BMW-Lizenzbauten des US-amerikanischen Hornet-Sterntriebwerks aus. Die beiden als M24b bezeichneten Exemplare mit den Werknummern 515 und 516 hatten außerdem etwas vergrößerte und abgerundete Leitwerke erhalten und waren in einigen Belangen verstärkt worden, um die Einsatzmöglichkeiten vielfältiger zu gestalten. BFW bot sie denn auch als Zeitungsflugzeug mit eingebauter Abwurfvorrichtung, als Fotoflugzeug für Vermessungsflüge, zur Postbeförderung, als Wetterflugzeug für meteorologische Versuche und als Agrarflugzeug zur Schädlingsbekämpfung an. Durch den Einbau von vier Krankentragen sollte die M24b als Sanitätsflugzeug verwendbar sein können und auch der Umbau zum mit Schwimmern ausgerüsteten Wasserflugzeug für die Beförderung von Personen Fracht wurde ins Auge gefasst.
Letztlich wurde keine dieser Möglichkeiten umgesetzt; stattdessen erteilte das Reichsverkehrsministerium den Auftrag zur Umrüstung der gerade bei der DVL zur Abnahme befindlichen 515 auf einen 436-PS-Sternmotor vom Typ Bristol Jupiter mit Dreiblattluftschraube und den Austausch des Landfahrwerk gegen zwei Schwimmer. In dieser Auslegung sollte das Flugzeug als M24b/See nach Travemünde an die Erprobungsstelle See geliefert werden, was sich jedoch bis ins Jahr 1932 hinzog, da das geforderte Schwimmwerk erst entwickelt und angepasst werden musste. Das zweite M24b mit der Werknummer 516 fand nach der DVL-Musterzulassung keinen Abnehmer und blieb noch mehrere Jahre bei den BFW abgestellt in Augsburg, bis sie schließlich 1934 vom inzwischen gegründeten Reichsluftfahrtministerium übernommen und mit dem Kennzeichen D–UHAM zugelassen der Fliegerschule von Stettin übereignet wurde.

## Konstruktion
Die M24 war wie schon ihre beiden Vorgänger M18 und M20 ein Ganzmetallflugzeug in freitragender, einholmiger Schulterdeckerbauweise mit Duraluminium als Hauptwerkstoff. Die beiden Flugzeugführer saßen nebeneinander in einer vor der Flügelkante befindlichen, geschlossenen Kabine, an die sich der Raum für die in zwei Reihen hintereinander sitzenden Fluggäste anschloss. Das achsenlose, gefederte Hauptfahrwerk war wie der am Heck befindliche Schleifsporn nicht einziehbar.

## Technische Daten
| Kenngröße                                | Daten (M 24b)                                                                              |
| ---------------------------------------- | ------------------------------------------------------------------------------------------ |
| Besatzung                                | 2                                                                                          |
| Passagiere                               | 8                                                                                          |
| Länge                                    | 12,80 m                                                                                    |
| Spannweite                               | 20,60 m                                                                                    |
| Höhe                                     | 4,20 m                                                                                     |
| Flügelfläche                             | 43,00 m²                                                                                   |
| Flügelstreckung                          | 9,9                                                                                        |
| Flächenbelastung                         | 70 kg/m²                                                                                   |
| Rüstmasse                                | 1480 kg                                                                                    |
| Zuladung                                 | 1520 kg                                                                                    |
| Startmasse                               | 3000 kg                                                                                    |
| Antrieb                                  | ein luftgekühlter Neunzylinder-Viertakt-Sternmotor BMW „Hornet A“ (Lizenz Pratt & Whitney) |
| Startleistung Nennleistung Dauerleistung | 600 PS (441 kW) bei 2000/min 525 PS (386 kW) bei 1900/min 450 PS (331 kW) bei 1810/min     |
| Höchstgeschwindigkeit                    | 220 km/h                                                                                   |
| Reisegeschwindigkeit                     | 195 km/h                                                                                   |
| Landegeschwindigkeit                     | 82 km/h                                                                                    |
| Steigzeit                                | 4 min auf 1000 m Höhe 15 min auf 3000 m Höhe                                               |
| Dienstgipfelhöhe                         | 5500 m                                                                                     |
| Reichweite                               | 800 km                                                                                     |